# Haut-shérif de la Clwyd
Le haut-shérif de la Clwyd (High Sheriff of Clwyd en anglais et Uchel Siryf Clwyd en gallois) est le représentant judiciaire de la monarchie britannique dans le comté de la Clwyd.
La fonction est pour la première fois exercée par John Wynne Bankes, nommé le 26 mars 1974 pour l’année 1974-1975. Karen Ann Farrell-Thornley est le haut-shérif de la Clwyd pour l’année 2024-2025 à la suite de sa nomination le 14 mars 2024.

## Histoire
Au sens du Local Government Act 1888, les shrievalties sont définies à partir des comtés administratifs créés à partir du 1er avril 1889 en Angleterre et au pays de Galles. Cependant, au pays de Galles, celles-ci sont modifiées au 1er avril 1974 d’après la disposition 219 du Local Government Act 1972,.
Une nouvelle shrievalty couvrant le comté de la Clwyd est ainsi érigée à partir de celle du Flintshire, ainsi que, de façon partielle, celles de Denbigh et de Merioneth. Alors que les fonctions de shérifs du Flintshire (en), de Denbigh (en) et de Merioneth (en) sont abolies le 31 mars 1974, celle de haut-shérif de la Clwyd est instituée au 1er avril 1974.
Le Local Government (Wales) Act 1994 abolit les comtés créés au pays de Galles par la loi de 1972 au 31 mars 1996. Toutefois, ceux-ci conservent un rôle cérémoniel limité en tant que comtés préservés, notamment dans le cadre des shrievalties. AAinsi, le comté préservé de la Clwyd reste opérationnel dans de nouvelles limites territoriales, qui sont les mêmes que celles décrites par la loi en 1972, avec le retrait des communautés de Llanrhaeadr-ym-Mochnant, de Llansilin et de Llangedwyn, attribuées au Powys.

## Liste des haut-shérifs
| Identité                          | Nomination   | Souverain    | Année     |
| --------------------------------- | ------------ | ------------ | --------- |
| Philip John Warburton-Lee         | 26 mars 1974 | Élisabeth II | 1974-1975 |
| John Wynne Bankes                 | 18 mars 1975 | Élisabeth II | 1975-1976 |
| William Reinallt Williams         | 17 mars 1976 | Élisabeth II | 1976-1977 |
| John Wyndham Edward Hanmer        | 9 mars 1977  | Élisabeth II | 1977-1978 |
| Patrick Beaumont                  | 21 mars 1978 | Élisabeth II | 1978-1979 |
| Raffaello William Biagi           | 14 mars 1979 | Élisabeth II | 1979-1980 |
| David Foulk Myddleton             | 19 mars 1980 | Élisabeth II | 1980-1981 |
| Marigold Evelyn Graham            | 18 mars 1981 | Élisabeth II | 1981-1982 |
| Arthur David Bentley Brooks       | 10 mars 1982 | Élisabeth II | 1982-1983 |
| Thomas Smith                      | 16 mars 1983 | Élisabeth II | 1983-1984 |
| David Humphrey Griffith           | 14 mars 1984 | Élisabeth II | 1984-1985 |
| Noreen Louisa Edwards             | 20 mars 1985 | Élisabeth II | 1985-1986 |
| Lloyd Tyrell-Kenyon               | 26 mars 1986 | Élisabeth II | 1986-1987 |
| Geoffrey Laird Jackson            | 18 mars 1987 | Élisabeth II | 1987-1988 |
| Hugh Simon Fetherstonhaugh        | 23 mars 1988 | Élisabeth II | 1988-1989 |
| David Mars-Jones                  | 15 mars 1989 | Élisabeth II | 1989-1990 |
| David Watkin Williams-Wynn        | 14 mars 1990 | Élisabeth II | 1990-1991 |
| Philip Peter Davies-Cooke         | 20 mars 1991 | Élisabeth II | 1991-1992 |
| Robert Gwynn Hughes               | 16 mars 1992 | Élisabeth II | 1992-1993 |
| Philip Caulfeild Godsal           | 10 mars 1993 | Élisabeth II | 1993-1994 |
| Nicholas Montgomery Archdale      | 15 mars 1994 | Élisabeth II | 1994-1995 |
| William Field Glazebrook          | 15 mars 1995 | Élisabeth II | 1995-1996 |
| Roger Henry William Graham-Palmer | 13 mars 1996 | Élisabeth II | 1996-1997 |
| Charles Douglas Lowther           | 19 mars 1997 | Élisabeth II | 1997-1998 |
| Henry Michael Edward Cadogan      | 18 mars 1998 | Élisabeth II | 1998-1999 |
| Derwen Eurfyl Williams            | 10 mars 1999 | Élisabeth II | 1999-2000 |
| Maurice Jones-Mortimer            | 15 mars 2000 | Élisabeth II | 2000-2001 |
| Robert John Best                  | 14 mars 2001 | Élisabeth II | 2001-2002 |
| Francis John Cadman Bradshaw      | 26 mars 2002 | Élisabeth II | 2002-2003 |
| Nicholas David Bankes             | 20 mars 2003 | Élisabeth II | 2003-2004 |
| Julia Helen O’Hara                | 10 mars 2004 | Élisabeth II | 2004-2005 |
| Harold Michael Clunie             | 22 mars 2005 | Élisabeth II | 2005-2006 |
| Susan Gordon Hudson               | 8 mars 2006  | Élisabeth II | 2006-2007 |
| Jonathan Patrick Neale            | 6 mars 2007  | Élisabeth II | 2007-2008 |
| Stephen Dudley Cheshire           | 12 mars 2008 | Élisabeth II | 2008-2009 |
| Henry Geoffrey Robertson          | 18 mars 2009 | Élisabeth II | 2009-2010 |
| Janet Jones, lady Jones           | 17 mars 2010 | Élisabeth II | 2010-2011 |
| Edmund Francis Lloyd Fitzhugh     | 16 mars 2011 | Élisabeth II | 2011-2012 |
| Henry Michael Dixon               | 14 mars 2012 | Élisabeth II | 2012-2013 |
| Celia Mary Jenkins                | 13 mars 2013 | Élisabeth II | 2013-2014 |
| John David Meredith Jones         | 5 mars 2014  | Élisabeth II | 2014-2015 |
| Janet Patricia Evans              | 19 mars 2015 | Élisabeth II | 2015-2016 |
| James Peter O’Toole               | 15 mars 2016 | Élisabeth II | 2016-2017 |
| Charlotte Henrietta Gaylyn Howard | 8 mars 2017  | Élisabeth II | 2017-2018 |
| Elizabeth Hanmer, lady Hanmer     | 14 mars 2018 | Élisabeth II | 2018-2019 |
| Stephanie Lynne Catherall         | 13 mars 2019 | Élisabeth II | 2019-2020 |
| David Heneage Wynne-Finch         | 11 mars 2020 | Élisabeth II | 2020-2021 |
| John Stephen Thomas               | 10 mars 2021 | Élisabeth II | 2021-2022 |
| Zoe Jane Henderson                | 16 mars 2022 | Élisabeth II | 2022      |
| Zoe Jane Henderson                | 16 mars 2022 | Charles III  | 2022-2023 |
| Kate Louise Hill-Trevor           | 8 mars 2023  | Charles III  | 2023-2024 |
| Karen Ann Farrell-Thornley        | 13 mars 2024 | Charles III  | 2024-2025 |